# Grundeln
Die Grundeln (Gobiidae) sind eine Fischfamilie, die mit etwa 2000 Arten eine der artenreichsten Gruppen der Knochenfische darstellt. Sie gehört zu den Barschverwandten (Percomorphaceae).

## Merkmale

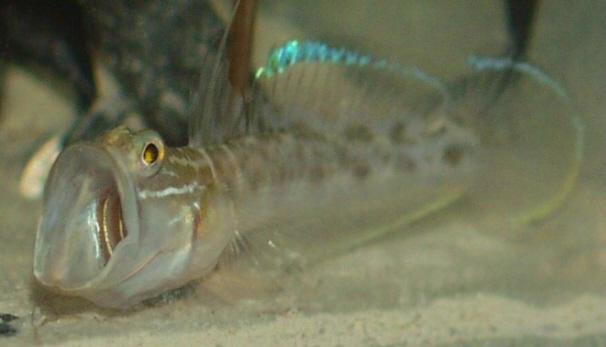
Microgobius gulosus

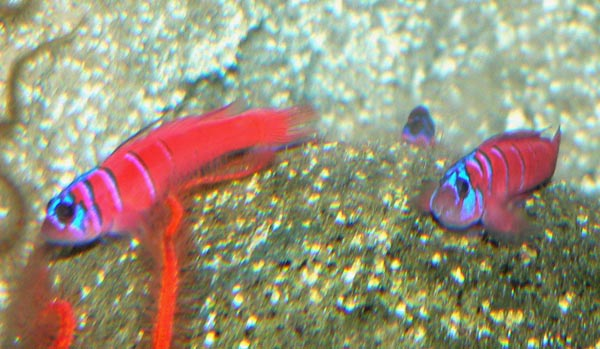
Blaustreifengrundel
(Lythrypnus dalli)

Grundeln haben meist einen langgestreckten, zylinderförmigen Körper, einen bulligen Kopf mit obenstehenden Augen und einem großen Maul, zwei deutlich getrennte Rückenflossen und kein Seitenlinienorgan. Die Bauchflossen liegen brustständig unter den Brustflossen und sind (bis auf wenige Ausnahmen) zu einer trichterförmigen Saugscheibe zusammengewachsen, mit der Grundeln sich an den harten Oberflächen, zum Beispiel an Felsen, anheften können. Die meisten Grundeln haben keine Schwimmblase, weshalb sie sich meist auf dem Boden, auf Felsen oder sessilen wirbellosen Tieren aufhalten. Nur wenige Grundeln halten sich oft im freien Wasser auf. Die Farbe der Grundeln ist meist schlicht, sandfarben mit einem tarnenden Muster. Besonders kleine Grundeln haben oft wenig Pigmente und sind oft gläsern durchsichtig. Die im gemäßigten, östlichen Pazifik lebende Blaustreifengrundel ist mit einer roten Grundfärbung und blauen Querbändern am farbigsten.
Grundeln sind kleine Fische, die im Schnitt weniger als 10 Zentimeter lang werden. Die größte Art Glossogobius giuris wird einen halben Meter lang. Andere Arten, wie Trimmatom nanus vom Chagos-Archipel im Indischen Ozean, sind winzig, gehören zu den kleinsten bekannten Fischen und erreichen nicht einmal einen Zentimeter Länge.
Die Grundeln können durch folgende drei Synapomorphien diagnostiziert werden:
1. Fünf Branchiostegalstrahlen.
2. Einen erweiterten und mittig sitzenden Ventralfortsatz auf der fünften Ceratobranchiale (“untere Schlundkiefer”).
3. Die dorsalen Hemitrichia (eine der beiden schlanken, stabförmigen Strukturen, die zusammen einen Weichstrahl (Lepidotrichia) bilden) der Bauchflossenstrahlen besitzen einen komplexen proximalen Kopf.[2]

## Verbreitung
Grundeln leben in allen Meeren, vom Polarkreis bis in die Tropen. Obwohl die meisten Grundeln Meeresfische sind und im Flachwasser auf dem Meeresboden oder im Schutz von Höhlen, Korallen oder Felsen leben, haben viele Arten, besonders in der Alten Welt auch das Brack- und Süßwasser als Lebensraum erobert. In Höhlen gibt es Grundeln mit zurückgebildeten Augen. In den Korallenriffen stellen Grundeln etwa 35 % der Fischindividuen und 20 % der Fischarten.
In australischen Gewässern leben 400 Grundelarten insgesamt, aber nur 17 im Süßwasser und 19 im Brackwasser. Besonders auf kleinen ozeanischen Inseln sind Grundeln oft die einzigen Süßwasserfische.
Viele Grundeln haben sehr kleine Verbreitungsgebiete: In Europa z. B. gibt es in Norditalien zwei endemische Arten; eine lebt unter anderem im Gardasee sowie im Lago Maggiore. In europäischen Süßgewässern leben ansonsten insgesamt 19 Arten mit einem Verbreitungsschwerpunkt im Kaukasus und nördlich des Schwarzen Meeres. Große Grundeln aus diesem Gebiet werden in der Fischerei gefangen. 
Auch in deutschen Gewässern leben Grundeln: An der Küste von Nord- und Ostsee die Schwarzgrundel (Gobius niger), die Sandgrundel (Pomatoschistus minutus) und die Strandgrundel (Pomatoschistus microps). Die Fleckengrundel (Pomatoschistus pictus), die Kristallgrundel (Crystallogobius linearis) und die Glasgrundel (Aphia minuta) leben in deutschen Gewässern nur an der Nordseeküste, die Zweifleckengrundel (Gobiusculus flavescens) ausschließlich an der Ostseeküste.

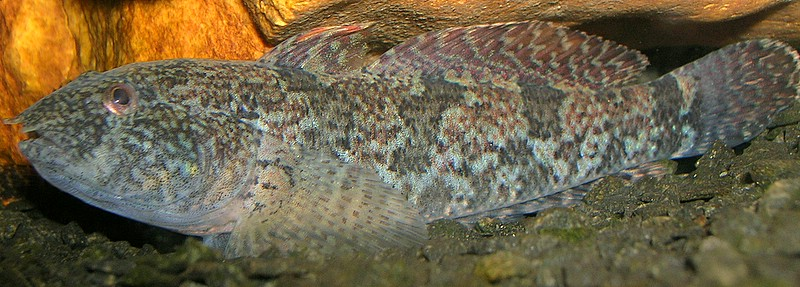
Marmorierte Grundel (Proterorhinus marmoratus)

Süßwasserarten in Deutschland sind die Nackthalsgrundel (Babka gymnotrachelus), die Schwarzmund-Grundel (Neogobius melanostomus), die Marmorierte Grundel (Proterorhinus marmoratus) und die Kessler-Grundel (Ponticola kessleri), die ihr ursprüngliches Verbreitungsgebiet im Einzugsgebiet des Schwarzen Meeres und der Donau durch den Main-Donau-Kanal bis in den Rhein ausweiten konnten.

## Lebensweisen

### Süßwasserarten
Seit langem aus oberitalienischen Seen und Flüssen bekannt ist Padogobius fluviatilis; in die Donau weit aufwärts vorgedrungen sind mehrere Grundelarten, etwa aus der Gattung Pomatoschistus. Die auch als „Grundeln“ bezeichneten Gründlinge gehören zu den Karpfenfischen, Unterfamilie Gobioninae.

### Sandgrundeln

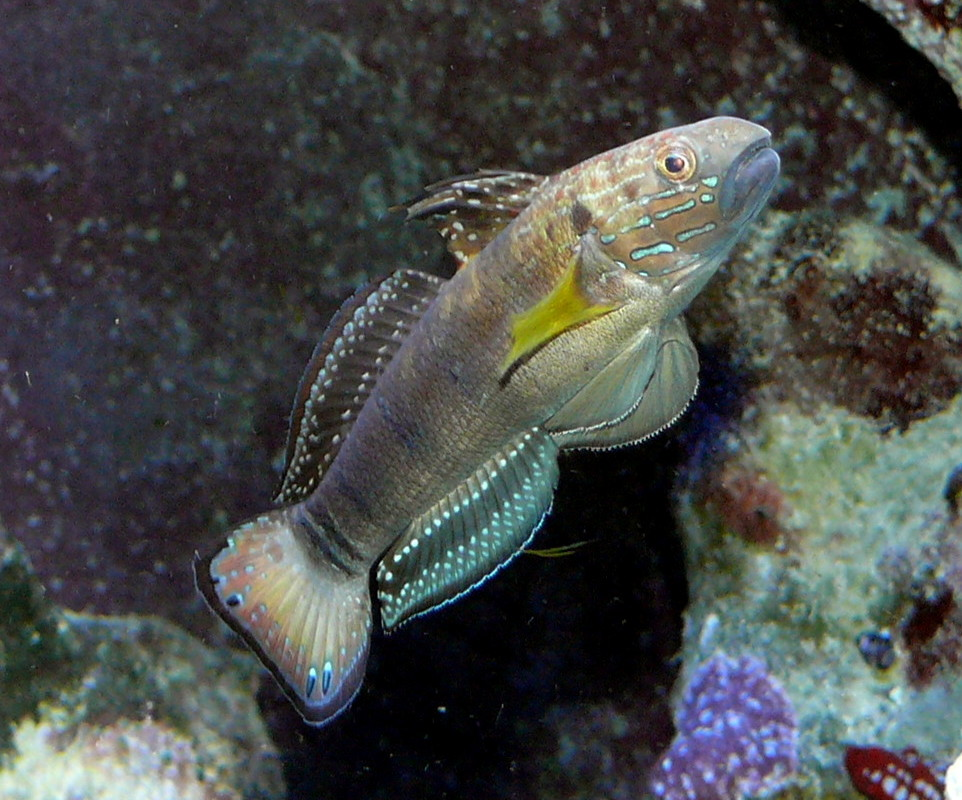
Braunstreifengrundel (Amblygobius phalaena)

Einige Gattungen tropischer, mariner Grundeln haben sich dem Leben auf den Sandflächen zwischen den Korallenriffen angepasst. Es handelt sich um die Gattungen Amblygobius, Signigobius und Valenciennea. Die Fische sind meist hell gefärbt. Die paarweise lebenden Tiere nehmen ständig Sand ins Maul, kauen ihn durch, wobei der Sand aus den Kiemenspalten wieder herausrieselt und die Nahrungspartikel verschluckt werden. In der Nacht oder bei Gefahr ziehen sie sich in selbst gegrabene Höhlen zurück.

### Lebensgemeinschaften

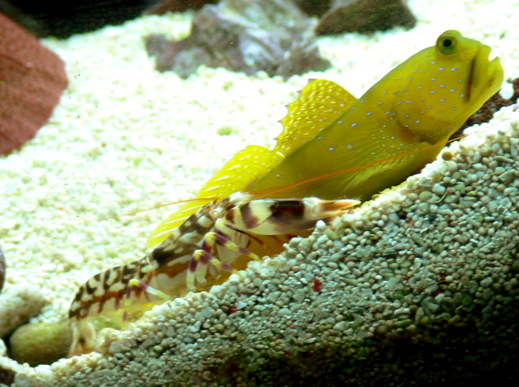
Gelbe Symbiosegrundel (Cryptocentrus cinctus) in Lebensgemeinschaft mit einem Knallkrebs

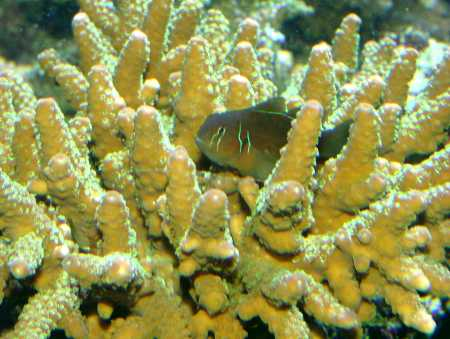
Korallengrundel (Gobiodon sp.) in einer Acropora

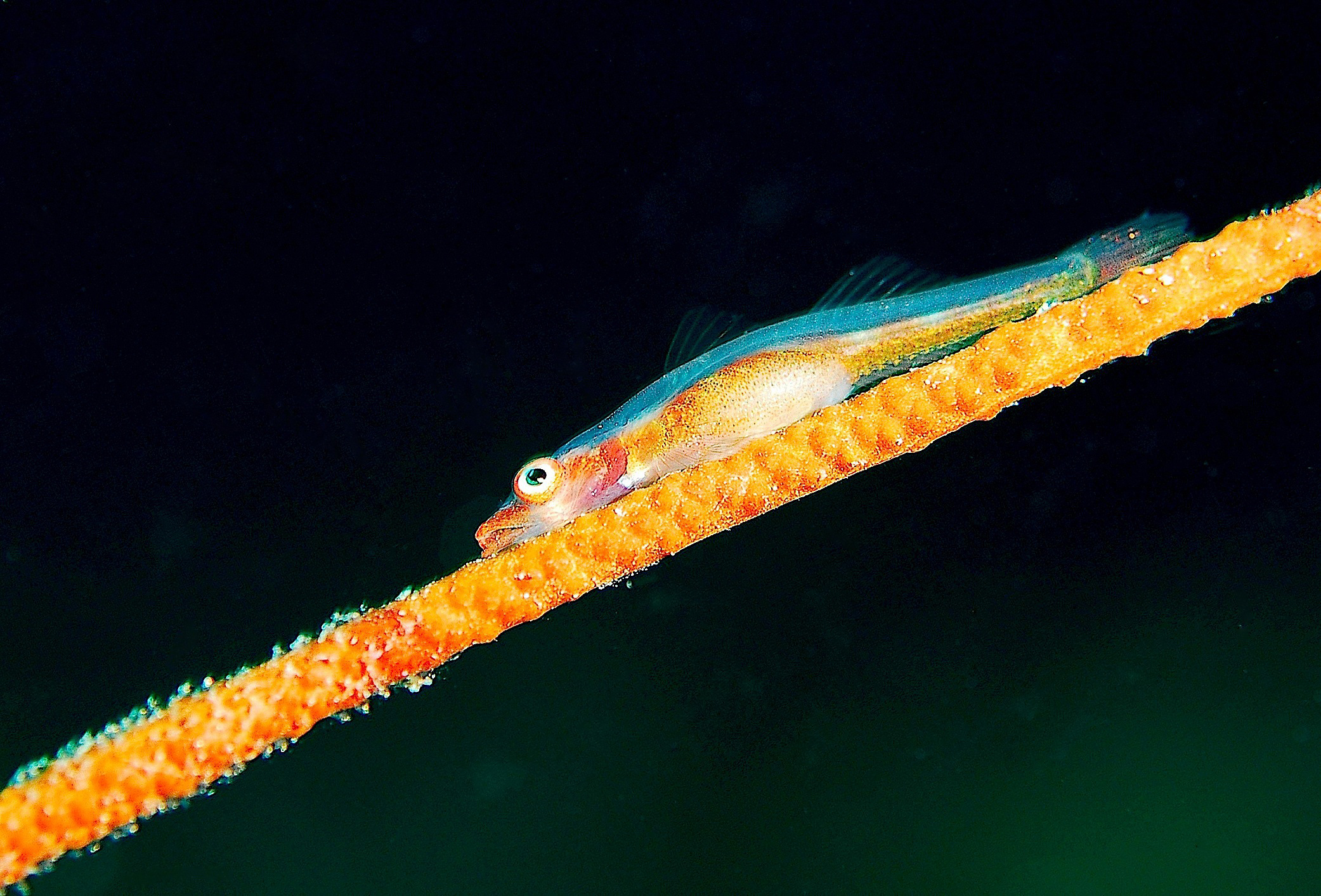
Bryaninops sp. auf einem Gorgonienzweig

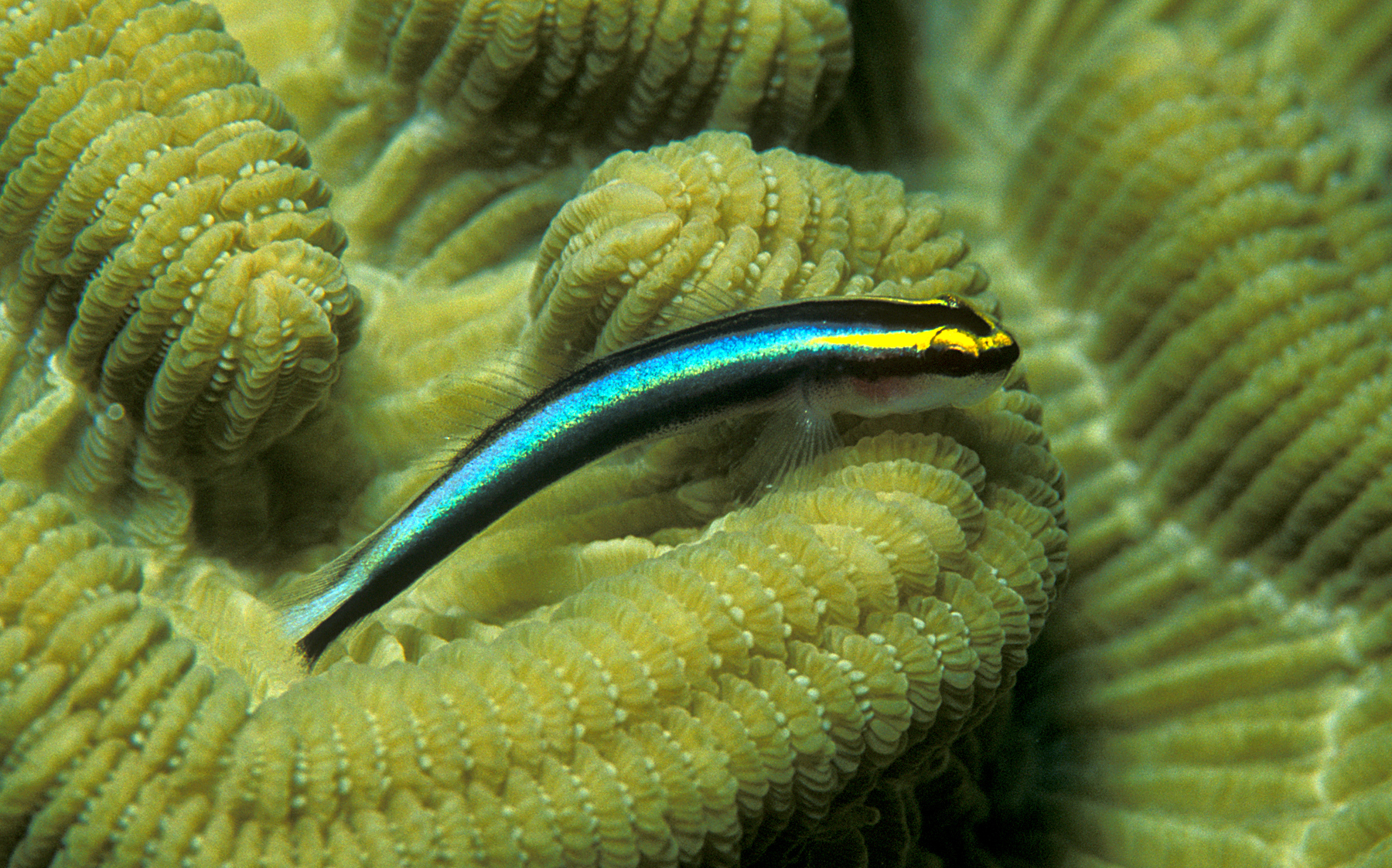
Hainasengrundel
(Elacatinus evelynae)

Viele Grundeln leben in Gemeinschaft mit verschiedenen Wirbellosen. Das sind oft Symbiosen, das heißt beide Partner profitieren vom Zusammenleben; es kann aber auch Kommensalismus sein, bei dem der Vorteil einzig bei einem Partner, in diesem Fall bei den Grundeln, liegt. Selten sind parasitäre Gemeinschaften, z. B. Neunstreifengrundel und Karibischer Bohrseeigel, dessen Beinchen die Grundel abweidet.
Krebstiere
Die bekannteste Lebensgemeinschaft besteht zwischen Wächtergrundeln und Knallkrebsen (Alpheus). Die Knallkrebse graben umfangreiche Gänge, die eine Länge bis zu einem Meter unter der Sandoberfläche haben. Der Sand wird von dem Knallkrebs auf seiner großen Schere aufgehäuft und nach draußen getragen. Dort wird der Sand nicht weit von der Höhle entfernt abgelegt. Zuvor versichert sich der Knallkrebs durch Berührung seiner Antennen an den Schwanz der Grundel, dass vor der Höhle keine Gefahr droht. Die Grundel bewacht den Eingang der Höhle und signalisiert dem Knallkrebs durch ihr Verhalten, dass es draußen sicher ist. Wenn Feinde in der Nähe sind, erfolgt das Signal nicht und bei dichter Annäherung des Räubers taucht die Grundel in die Höhle. Im Gegenzug ernährt sich die Grundel von den verschiedenen Wirbellosen, die mit dem Sand herausgetragen werden, wie kleine Krebse, und bewohnt die Höhle des Knallkrebses.
Blumentiere
Die Anemonengrundel (Gobius bucchichii) aus dem Mittelmeer lebt mit Wachsrosen zusammen. Wie die Anemonenfische ist sie durch einen Hautschleim vor den Nesselgiften geschützt. Während diese ihn aber durch Gewöhnung an die Anemone erwerben, ist die Anemonengrundel von Geburt an geschützt. Die Wachsrose erlangt durch das Zusammenleben keinen Vorteil.
Die Korallengrundeln der Gattungen Gobiodon und Paragobiodon leben in ästigen Steinkorallen (Scleractinia). Die schlechten Schwimmer leben ständig zwischen den Ästen und verteidigen die Korallen gegen Fressfeinde wie Falterfische und Feilenfische. Zum Laichen nagen sie ein kleines Stück Korallengewebe ab und kleben ihre Eier an die kahle Stelle.
Grundeln der Gattung Bryaninops leben je nach Art auf Gorgonien, Dörnchenkorallen, Feuerkorallen, ästigen oder massiven Steinkorallen der Gattungen Acropora und Porites. Putzergrundeln (Elacatinus) leben stationär in der Nähe von großpolypigen Steinkorallen, an denen sie auch ihre Putzstationen unterhalten und die von größeren Fischen zur Säuberung aufgesucht werden.
Weitere Lebensgemeinschaften bestehen mit Riesenmuscheln und Schwämmen, deren Hohlräume von Grundeln bewohnt werden.

### Tarnung und Gegenwehr
Grundeln werden oft Beute größerer Fische oder Seeschlangen und von See- und Küstenvögeln. Um der Gefahr gefressen zu werden zu entgehen, haben Grundeln verschiedene Anpassungen entwickelt. Meist verbleiben sie in den Höhlen und Gängen und verlassen diese nur zur Nahrungsaufnahme. Einige vergraben sich im Sand und nehmen eine passende gesprenkelte Farbe an. Grundeln, die bei Korallen leben, verstecken sich in deren Verzweigungen. Diese Grundeln sind meist durchsichtig und tragen nur wenige Flecke. Manche Arten haben das Nervengift Tetrodotoxin entwickelt, das unter anderem auch bei den Kugelfischen vorkommt.

### Ernährung
Grundeln fressen ein weites Spektrum von Krebstieren, Insektenlarven, Würmern und anderen kleinen Tieren. Einige Arten z. B. aus der Gattung Amblygobius fressen auch Algen. Die Putzergrundeln (Elacatinus) ersetzen in der Karibik die dort nicht vorkommenden Putzerlippfische und fressen Parasiten und Hautunreinheiten von größeren Fischen. Interessanterweise tragen sie eine den Putzerlippfischen ähnliche Streifenzeichnung.

## Geschlechtsumwandlung
Bei den Lebensgemeinschaften mit den Korallen, Schwämmen und Riesenmuscheln gibt es jeweils ein Männchen und mindestens zwei Weibchen. Wird das Männchen gefressen, verwandelt sich ein Weibchen in ein Männchen. Auch bei einigen anderen Arten, die keine Lebensgemeinschaft mit Wirbellosen eingegangen sind, kann es zu Geschlechtsumwandlungen kommen. Die Erhaltung der Art wird durch die Überzahl der Weibchen erhöht, die dadurch mehr Eier legen können. Umwandlungen zu Männchen erfolgen nur gezwungenermaßen. Die Männchen befruchten und bewachen mehrere Gelege.

## Fortpflanzung

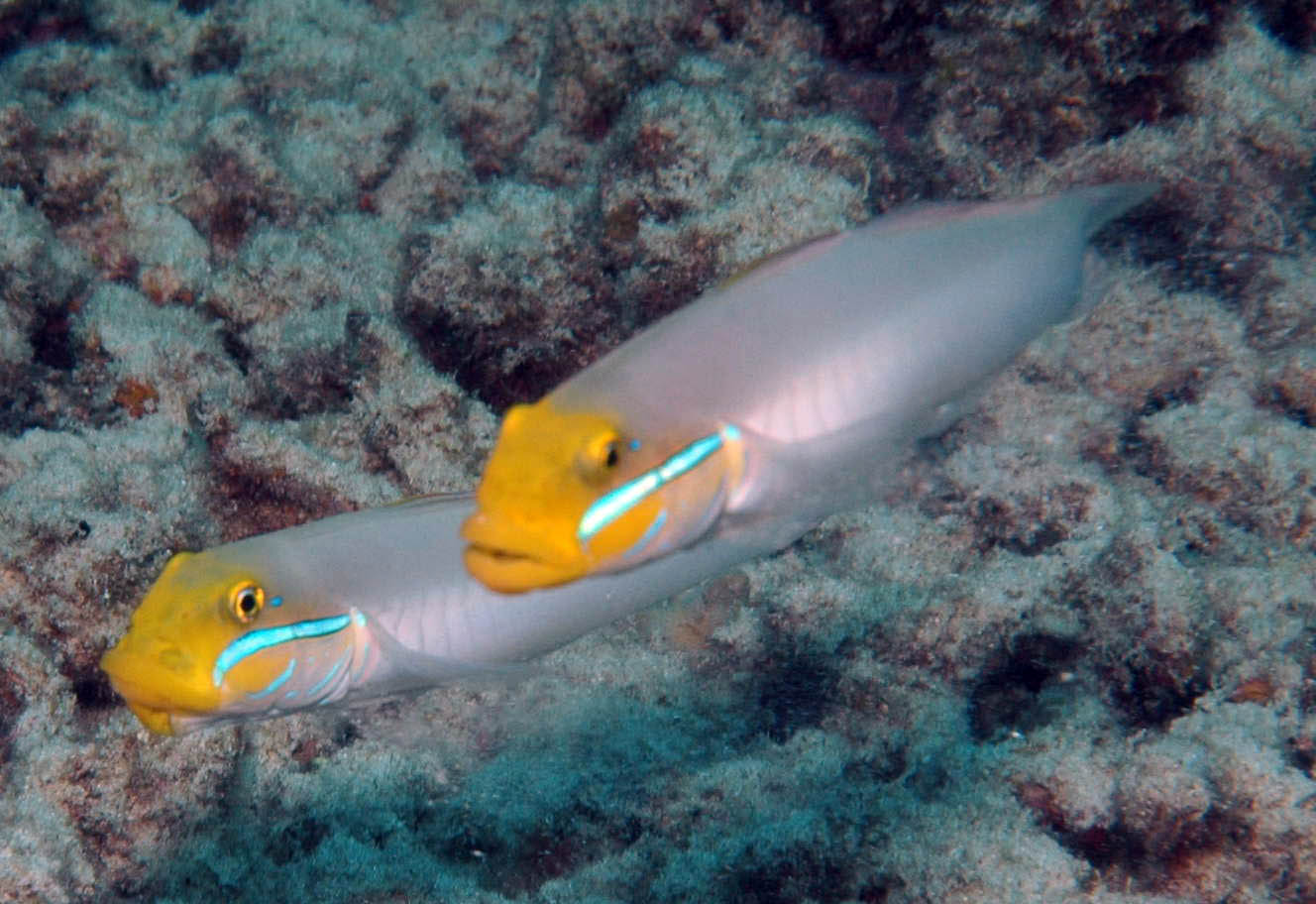
Paar der monogamen Goldstirn-Sandgrundeln (Valenciennea strigata)

Die Eier werden von dem Weibchen unter anderem an Steinen und Korallen befestigt. Das Gelege kann zwischen fünf bis ein paar hundert Eier betragen. Danach werden sie von dem Männchen befruchtet. Die weitere Entwicklung der Eier wird dem Männchen überlassen. Es ist für die Bewachung und Säuberung zuständig. Nach einigen Tagen schlüpfen zwei bis zehn Millimeter kleine, durchsichtige Larven, die sich nach einer bestimmten Zeit, das kann je nach Art variieren, einen geeigneten Lebensraum suchen und dessen Farbe annehmen. Die Jungfische wachsen in den wärmeren Gebieten schneller heran als in den kälteren. In den wärmeren Regionen werden sie schon nach einigen Monaten geschlechtsreif, in den kälteren Regionen wird die Geschlechtsreife erst nach ein bis zwei Jahren erreicht.

## Innere Systematik
Mit etwa 2000 beschriebenen Arten und zahlreichen weiteren, bisher unbeschriebenen Arten ist die innere Systematik der Grundeln bis heute nicht eindeutig geklärt. Die Ichthyologin und Grundelexpertin Christine Thacker konnte mit Hilfe morphologischer Daten und eines DNA-Vergleichs von Mitochondrialer DNA und Zellkern-DNA die Grundeln in 13 Gruppen zusammenfassen. Zu diesen gehören auch die Microdesmidae, Kraemeriidae und Schindleriidae, bisher selbständige Familien der Grundelartigen. Zu einem ähnlichen Ergebnis kommen Tornabene und Kollegen (2013), sowie Johnson und Kollegen (2025).
- Mediterrane, Ponto-kaspische und Ostatlantische GrundelnProterorhinus nasalis

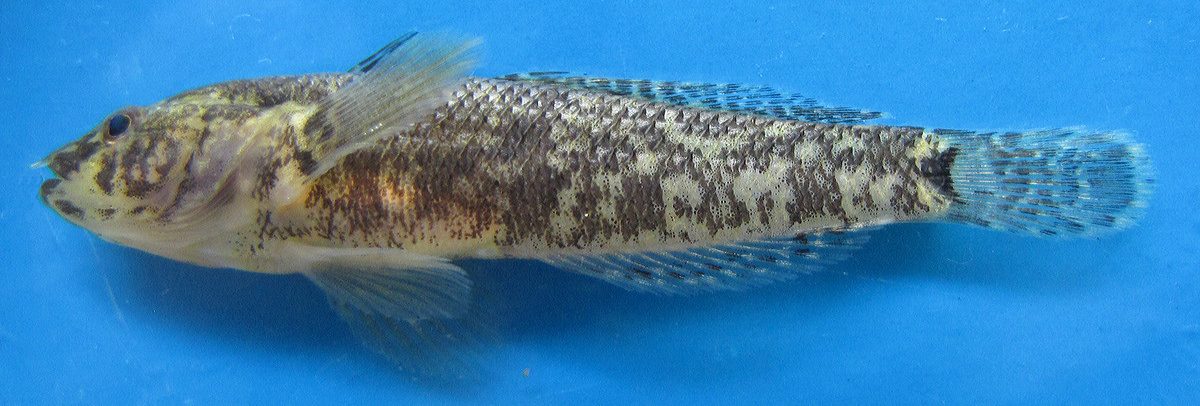
Proterorhinus nasalis

  - Ponto-kaspische Grundeln (Unterfamilie Benthophilinae[10] oder Tribus Benthophilini[8])
    - Gattungen: Anatirostrum, Babka, Benthophilus, Benthophiloides, Caspiosoma, Mesogobius, Neogobius, Padogobius, Ponticola, Proterorhinus

  - Mediterrane und Nordostatlantische GrundelnSpeleogobius trigloides

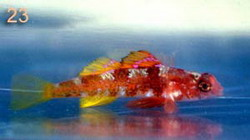
Speleogobius trigloides

    - Gattungen: Aphia, Buenia, Chromogobius, Coryogobius, Crystallogobius, Deltentosteus, Didogobius, Gammogobius, Gobius, Gobiusculus, Gymnesigobius, Lebetus, Lesueurigobius, Marcelogobius,[11] Mauligobius, Millerigobius, Odondebuenia, Peter,[11] Pseudaphya, Speleogobius, Thorogobius, Vanneaugobius, Zebrus, Zosterisessor

  - Afrikanische Grundeln (südöstlicher Atlantik und westlicher Indischer Ozean)
    - Gattungen: Caffrogobius, Coryogalops, Croilia, Ebomegobius, Gorogobius, Hetereleotris, Nematogobius, Porogobius, Sufflogobius, Wheelerigobius,
- Amerikanische Grundeln mit sieben Rückenflossenstacheln (Tribus Gobiosomatini) (östlicher Pazifik und westlicher Atlantik)Risor ruber

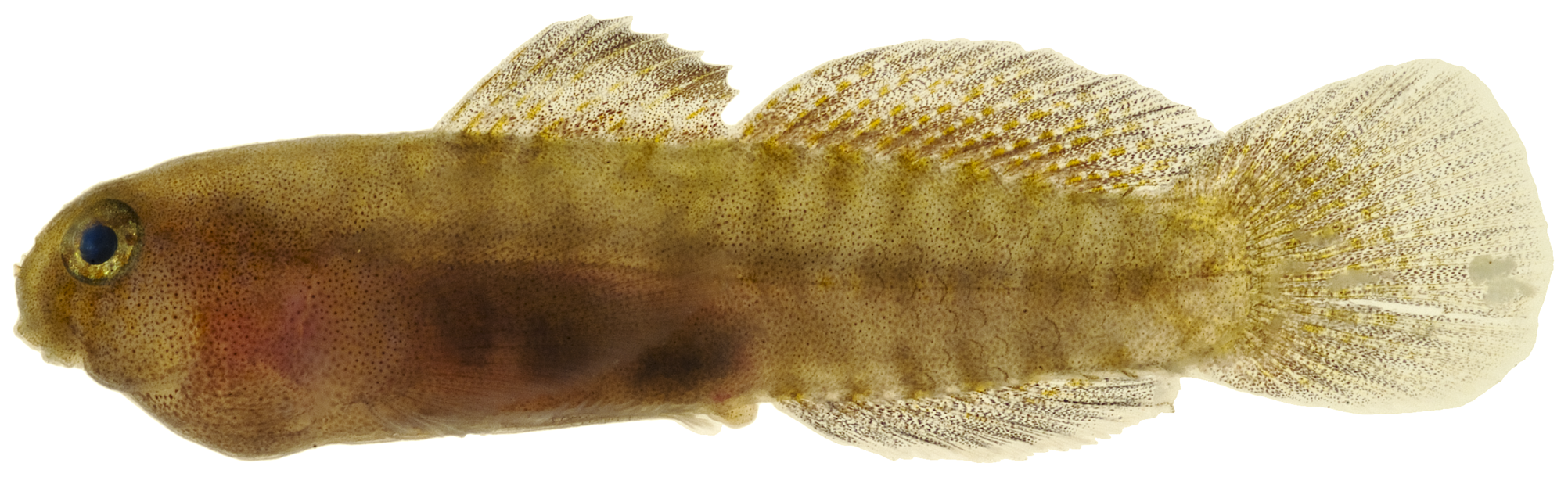
Risor ruber

  - Gattungen: Akko, Aruma, Barbulifer, Bollmannia, Carrigobius, Chriolepis, Cryptopsilotris, Elacatinus, Eleotrica, Enypnias, Evermannichthys, Ginsburgellus, Gobiosoma, Gobulus, Gymneleotris, Microgobius, Nes, Ophiogobius, Paedovaricus, Palatogobius, Parrella, Pariah, Pinnichthys, Psilotris, Pycnomma, Risor, Robinsichthys, Tigrigobius, Varicus, Vomerogobius
- LagunengrundelnAcentrogobius viridipunctatus

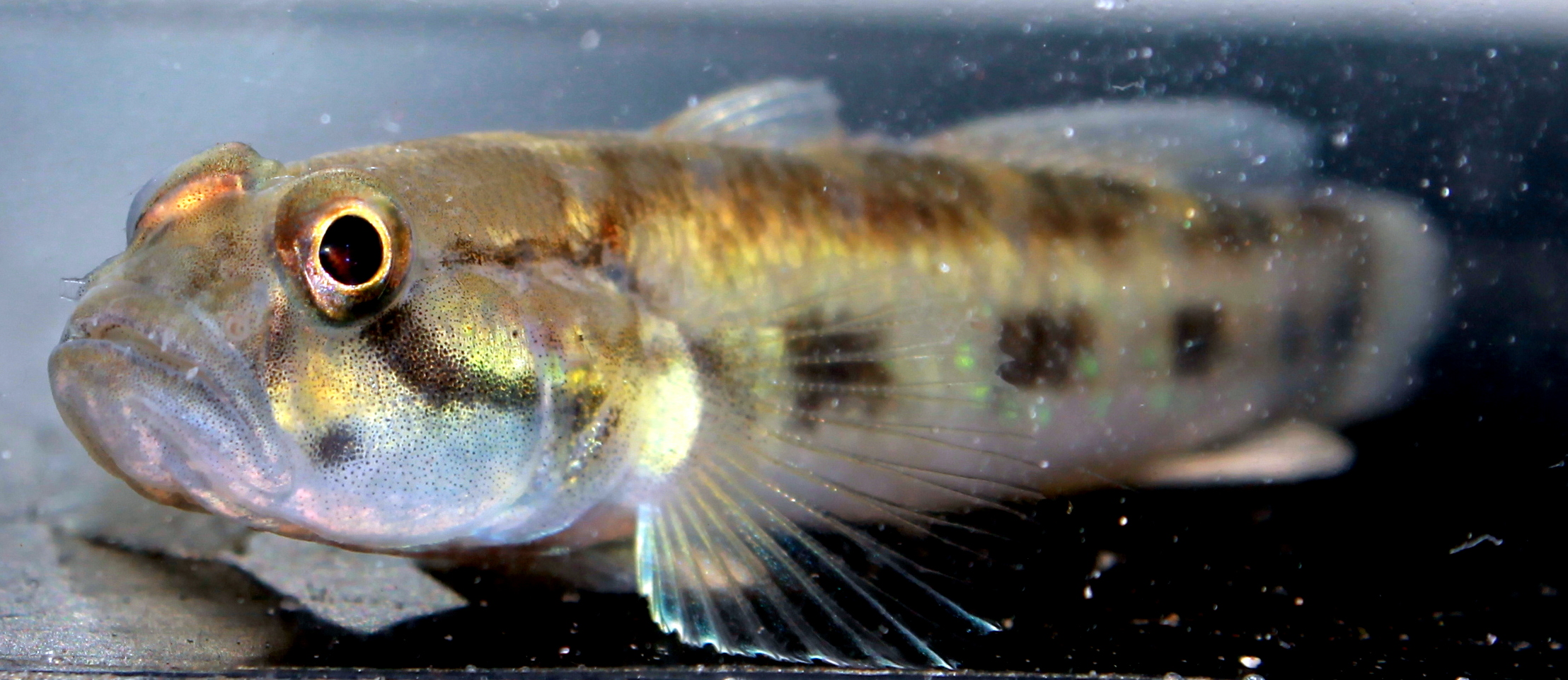
Acentrogobius viridipunctatus

  - Gattungen: Acentrogobius, Afurcagobius, Amoya, Ancistrogobius, Arcygobius, Arenigobius, Aulopareia, Cabillus, Echinogobius, Exyrias, Favonigobius, Gladiogobius, Hazeus, Heteroplopomus, Istigobius, Macrodontogobius, Nesogobius, Oplopomus, Oplopomops, Opua, Papillogobius, Parachaeturichthys, Silhouettea, Yongeichthys
- Schluffböden bewohnende WächtergrundelnWheelers Partnergrundel (Amblyeleotris wheeleri)

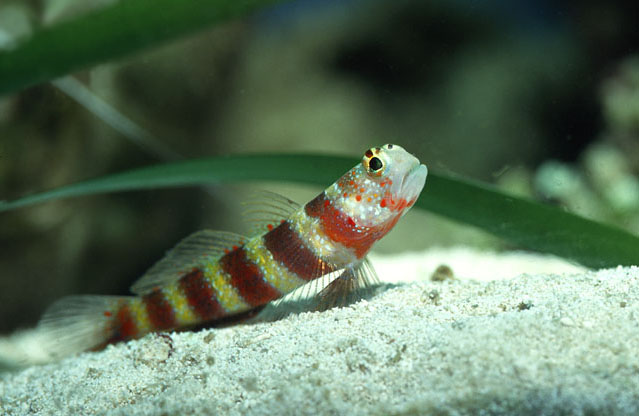
Wheelers Partnergrundel (Amblyeleotris wheeleri)

  - Gattungen: Cryptocentroides, Cryptocentrus, Flabelligobius, Lotilia, Mahidolia, Myersina, Psilogobius, Stonogobiops, Tomiyamichthys
- Korallenriffe bewohnende Wächtergrundeln
  - Amblyeleotris, Asterropteryx, Ctenogobiops, Vanderhorstia
- Sandtaucher („Kraemeriidae“)
  - Gattungen: Gobitrichinotus, Kraemeria, Parkraemeria
- Flachköpfige Grundeln
  - Gattungen: Barbuligobius, Callogobius, Discordipinna, Drombus, Feia, Gobiopsis, Mangarinus, Palutrus, Phoxacromion, Platygobiopsis

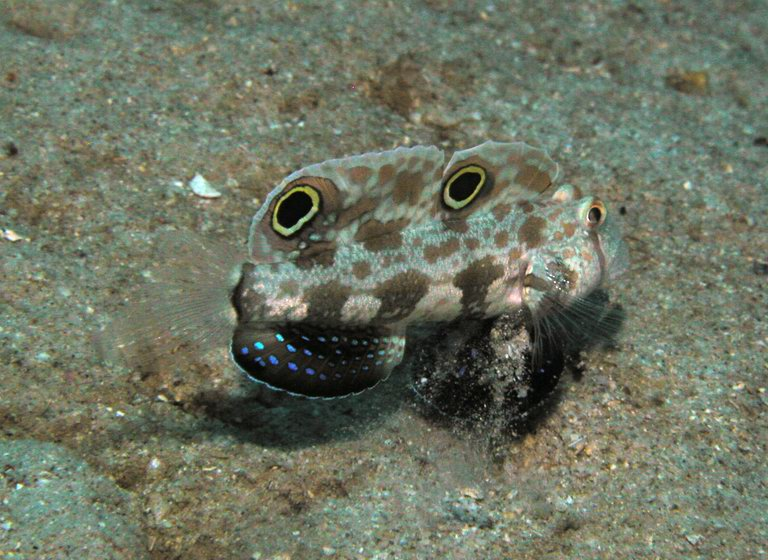
Krabbenaugengrundel (Signigobius biocellatus)

- Grabende, monogame Sandgrundeln,Krabbenaugengrundel (Signigobius biocellatus) diese Grundeln sind relativ groß und ernähren sich, indem sie Sand aufnehmen, ihn durchkauen und die fressbaren Bestandteile mit den Kiemenreusen ausfiltern, während der Sand aus den Kiemenspalten rieselt. Sie leben paarweise in selbstgegrabenen Höhlen und laichen dort auch.
  - Gattungen: Amblygobius, Signigobius, Valenciennea
- Korallengrundeln, sehr kleine Grundeln, die nur im tropischen Indopazifik, eng gebunden an Stein- oder andere Korallen leben.Bryaninops yongei

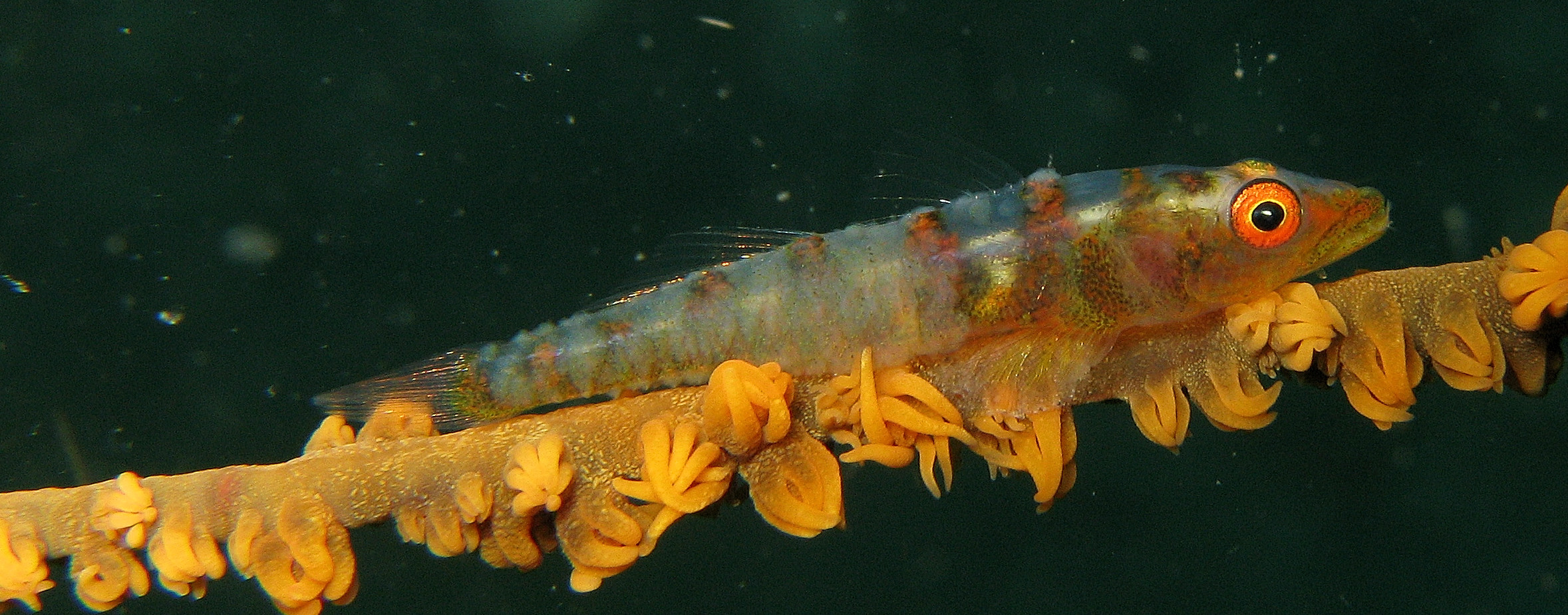
Bryaninops yongei

  - rundköpfige, seitlich abgeflachte Gattungen, die auf Steinkorallen leben: Gobiodon, Larsonella, Lubricogobius, Paragobiodon
  - spitzschnäuzige, langgestreckte Gattungen, die auf Gorgonien, ästigen Acroporen oder Schwämmen leben: Bryaninops, Lobulogobius, Luposicya, Minisicya, Phyllogobius, Pleurosicya
  - stumpfschnäuzige, langgestreckte Gattungen, die nicht obligatorisch mit Korallen zusammenleben: Eviota,  Kelloggella, Sueviota
- Grundeln mit dünnen Bändern
  - Egglestonichthys, Ego, Lythrypnus, Obliquogobius, Paratrimma, Priolepis, Trimma, Trimmatom, Tryssogobius
- Grundeln mit KopfkämmenBlasse Grundel (Coryphopterus eidolon)

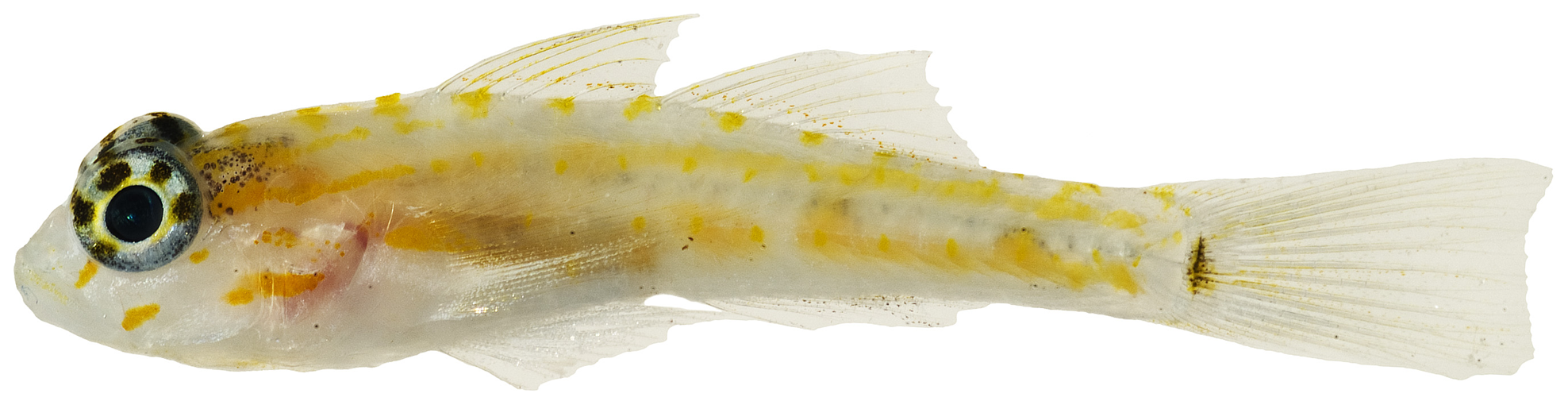
Blasse Grundel (Coryphopterus eidolon)

  - Gattungen: Coryphopterus, Cristatogobius, Fusigobius, Lophiogobius, Rhinogobiops
- Pfeil- und Wurmgrundeln & SchindlerfischeZebra-Torpedogrundel (Ptereleotris zebra)

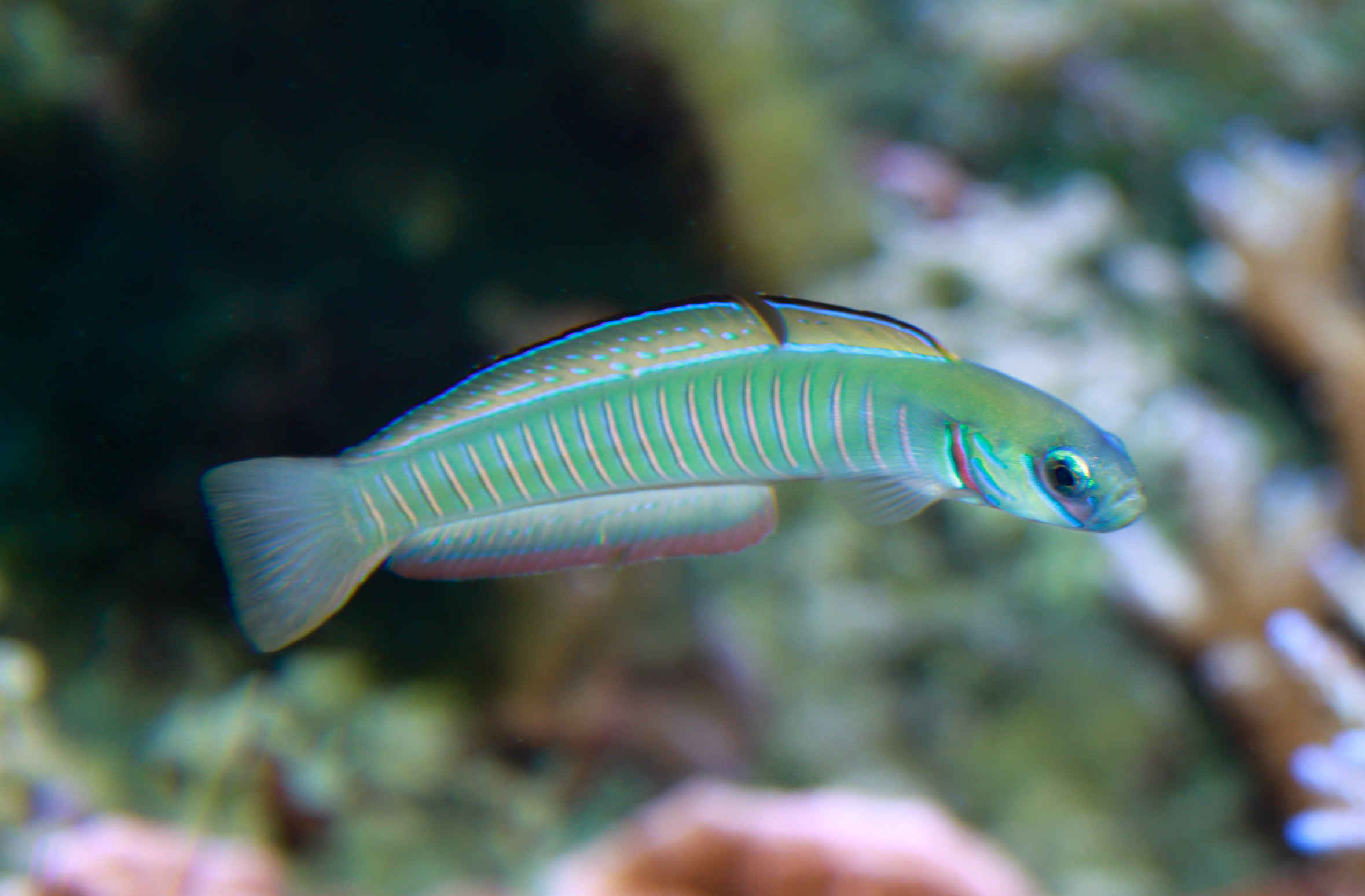
Zebra-Torpedogrundel (Ptereleotris zebra)

  - Gattungen: Aioliops, Cerdale, Clarkichthys, Gunnellichthys, Microdesmus, Navigobius,  Nemateleotris, Oxymetopon, Paragunnellichthys, Parioglossus, Ptereleotris, Pterocerdale, Schindleria
- Küstengrundeln
  - Gattungen: Bathygobius, Glossogobius, Grallenia, Psammogobius
- incertae sedis
  - Austrolethops
  - Heterogobius

Das folgende Kladogramm, berechnet nach der Methode der maximalen Wahrscheinlichkeit, zeigt die verwandtschaftlichen Zusammenhänge:
|  | \| \| Lagunengrundeln \| \| \| \| \| \| Schluffböden bewohnende Wächtergrundeln \| \| \| \| |
|  |                                                                                             |
|  | Sandtaucher („Kraemeriidae“)                                                                |
|  |                                                                                             |
|  | Lagunengrundeln                                                                             |
|  |                                                                                             |
|  | Schluffböden bewohnende Wächtergrundeln                                                     |
|  |                                                                                             |

|  | Lagunengrundeln                         |
|  |                                         |
|  | Schluffböden bewohnende Wächtergrundeln |
|  |                                         |

|  | \| \| Lagunengrundeln \| \| \| \| \| \| Schluffböden bewohnende Wächtergrundeln \| \| \| \| |
|  |                                                                                             |
|  | Sandtaucher („Kraemeriidae“)                                                                |
|  |                                                                                             |
|  | Lagunengrundeln                                                                             |
|  |                                                                                             |
|  | Schluffböden bewohnende Wächtergrundeln                                                     |
|  |                                                                                             |

|  | Lagunengrundeln                         |
|  |                                         |
|  | Schluffböden bewohnende Wächtergrundeln |
|  |                                         |

|  | \| \| Korallenriffe bewohnende Wächtergrundeln und Kammgrundeln \| \| \| \| \| \| Flachköpfige Grundeln \| \| \| \| |
|  | |
|  | Korallengrundeln |
|  | |
|  | Korallenriffe bewohnende Wächtergrundeln und Kammgrundeln                                                           |
|  | |
|  | Flachköpfige Grundeln                                                                                               |
|  | |

|  | Korallenriffe bewohnende Wächtergrundeln und Kammgrundeln |
|  |                                                           |
|  | Flachköpfige Grundeln                                     |
|  |                                                           |

|  | \| \| Korallenriffe bewohnende Wächtergrundeln und Kammgrundeln \| \| \| \| \| \| Flachköpfige Grundeln \| \| \| \| |
|  | |
|  | Korallengrundeln |
|  | |
|  | Korallenriffe bewohnende Wächtergrundeln und Kammgrundeln                                                           |
|  | |
|  | Flachköpfige Grundeln                                                                                               |
|  | |

|  | Korallenriffe bewohnende Wächtergrundeln und Kammgrundeln |
|  |                                                           |
|  | Flachköpfige Grundeln                                     |
|  |                                                           |

|  | \| \| Korallenriffe bewohnende Wächtergrundeln und Kammgrundeln \| \| \| \| \| \| Flachköpfige Grundeln \| \| \| \| |
|  | |
|  | Korallengrundeln |
|  | |
|  | Korallenriffe bewohnende Wächtergrundeln und Kammgrundeln                                                           |
|  | |
|  | Flachköpfige Grundeln                                                                                               |
|  | |

|  | Korallenriffe bewohnende Wächtergrundeln und Kammgrundeln |
|  |                                                           |
|  | Flachköpfige Grundeln                                     |
|  |                                                           |

|  | \| \| Korallenriffe bewohnende Wächtergrundeln und Kammgrundeln \| \| \| \| \| \| Flachköpfige Grundeln \| \| \| \| |
|  | |
|  | Korallengrundeln |
|  | |
|  | Korallenriffe bewohnende Wächtergrundeln und Kammgrundeln                                                           |
|  | |
|  | Flachköpfige Grundeln                                                                                               |
|  | |

|  | Korallenriffe bewohnende Wächtergrundeln und Kammgrundeln |
|  |                                                           |
|  | Flachköpfige Grundeln                                     |
|  |                                                           |

|  | \| \| Korallenriffe bewohnende Wächtergrundeln und Kammgrundeln \| \| \| \| \| \| Flachköpfige Grundeln \| \| \| \| |
|  | |
|  | Korallengrundeln |
|  | |
|  | Korallenriffe bewohnende Wächtergrundeln und Kammgrundeln                                                           |
|  | |
|  | Flachköpfige Grundeln                                                                                               |
|  | |

|  | Korallenriffe bewohnende Wächtergrundeln und Kammgrundeln |
|  |                                                           |
|  | Flachköpfige Grundeln                                     |
|  |                                                           |

|  | \| \| Korallenriffe bewohnende Wächtergrundeln und Kammgrundeln \| \| \| \| \| \| Flachköpfige Grundeln \| \| \| \| |
|  | |
|  | Korallengrundeln |
|  | |
|  | Korallenriffe bewohnende Wächtergrundeln und Kammgrundeln                                                           |
|  | |
|  | Flachköpfige Grundeln                                                                                               |
|  | |

|  | Korallenriffe bewohnende Wächtergrundeln und Kammgrundeln |
|  |                                                           |
|  | Flachköpfige Grundeln                                     |
|  |                                                           |

|  | \| \| Korallenriffe bewohnende Wächtergrundeln und Kammgrundeln \| \| \| \| \| \| Flachköpfige Grundeln \| \| \| \| |
|  | |
|  | Korallengrundeln |
|  | |
|  | Korallenriffe bewohnende Wächtergrundeln und Kammgrundeln                                                           |
|  | |
|  | Flachköpfige Grundeln                                                                                               |
|  | |

|  | Korallenriffe bewohnende Wächtergrundeln und Kammgrundeln |
|  |                                                           |
|  | Flachköpfige Grundeln                                     |
|  |                                                           |

|  | \| \| Korallenriffe bewohnende Wächtergrundeln und Kammgrundeln \| \| \| \| \| \| Flachköpfige Grundeln \| \| \| \| |
|  | |
|  | Korallengrundeln |
|  | |
|  | Korallenriffe bewohnende Wächtergrundeln und Kammgrundeln                                                           |
|  | |
|  | Flachköpfige Grundeln                                                                                               |
|  | |

|  | Korallenriffe bewohnende Wächtergrundeln und Kammgrundeln |
|  |                                                           |
|  | Flachköpfige Grundeln                                     |
|  |                                                           |

|  | \| \| Korallenriffe bewohnende Wächtergrundeln und Kammgrundeln \| \| \| \| \| \| Flachköpfige Grundeln \| \| \| \| |
|  | |
|  | Korallengrundeln |
|  | |
|  | Korallenriffe bewohnende Wächtergrundeln und Kammgrundeln                                                           |
|  | |
|  | Flachköpfige Grundeln                                                                                               |
|  | |

|  | Korallenriffe bewohnende Wächtergrundeln und Kammgrundeln |
|  |                                                           |
|  | Flachköpfige Grundeln                                     |
|  |                                                           |

|  | \| \| Korallenriffe bewohnende Wächtergrundeln und Kammgrundeln \| \| \| \| \| \| Flachköpfige Grundeln \| \| \| \| |
|  | |
|  | Korallengrundeln |
|  | |
|  | Korallenriffe bewohnende Wächtergrundeln und Kammgrundeln                                                           |
|  | |
|  | Flachköpfige Grundeln                                                                                               |
|  | |

|  | Korallenriffe bewohnende Wächtergrundeln und Kammgrundeln |
|  |                                                           |
|  | Flachköpfige Grundeln                                     |
|  |                                                           |

|  | \| \| Korallenriffe bewohnende Wächtergrundeln und Kammgrundeln \| \| \| \| \| \| Flachköpfige Grundeln \| \| \| \| |
|  | |
|  | Korallengrundeln |
|  | |
|  | Korallenriffe bewohnende Wächtergrundeln und Kammgrundeln                                                           |
|  | |
|  | Flachköpfige Grundeln                                                                                               |
|  | |

|  | Korallenriffe bewohnende Wächtergrundeln und Kammgrundeln |
|  |                                                           |
|  | Flachköpfige Grundeln                                     |
|  |                                                           |

|  | \| \| Korallenriffe bewohnende Wächtergrundeln und Kammgrundeln \| \| \| \| \| \| Flachköpfige Grundeln \| \| \| \| |
|  | |
|  | Korallengrundeln |
|  | |
|  | Korallenriffe bewohnende Wächtergrundeln und Kammgrundeln                                                           |
|  | |
|  | Flachköpfige Grundeln                                                                                               |
|  | |

|  | Korallenriffe bewohnende Wächtergrundeln und Kammgrundeln |
|  |                                                           |
|  | Flachköpfige Grundeln                                     |
|  |                                                           |

|  | \| \| Korallenriffe bewohnende Wächtergrundeln und Kammgrundeln \| \| \| \| \| \| Flachköpfige Grundeln \| \| \| \| |
|  | |
|  | Korallengrundeln |
|  | |
|  | Korallenriffe bewohnende Wächtergrundeln und Kammgrundeln                                                           |
|  | |
|  | Flachköpfige Grundeln                                                                                               |
|  | |

|  | Korallenriffe bewohnende Wächtergrundeln und Kammgrundeln |
|  |                                                           |
|  | Flachköpfige Grundeln                                     |
|  |                                                           |

|  | \| \| Korallenriffe bewohnende Wächtergrundeln und Kammgrundeln \| \| \| \| \| \| Flachköpfige Grundeln \| \| \| \| |
|  | |
|  | Korallengrundeln |
|  | |
|  | Korallenriffe bewohnende Wächtergrundeln und Kammgrundeln                                                           |
|  | |
|  | Flachköpfige Grundeln                                                                                               |
|  | |

|  | Korallenriffe bewohnende Wächtergrundeln und Kammgrundeln |
|  |                                                           |
|  | Flachköpfige Grundeln                                     |
|  |                                                           |

|  | \| \| Korallenriffe bewohnende Wächtergrundeln und Kammgrundeln \| \| \| \| \| \| Flachköpfige Grundeln \| \| \| \| |
|  | |
|  | Korallengrundeln |
|  | |
|  | Korallenriffe bewohnende Wächtergrundeln und Kammgrundeln                                                           |
|  | |
|  | Flachköpfige Grundeln                                                                                               |
|  | |

|  | Korallenriffe bewohnende Wächtergrundeln und Kammgrundeln |
|  |                                                           |
|  | Flachköpfige Grundeln                                     |
|  |                                                           |

|  | \| \| Korallenriffe bewohnende Wächtergrundeln und Kammgrundeln \| \| \| \| \| \| Flachköpfige Grundeln \| \| \| \| |
|  | |
|  | Korallengrundeln |
|  | |
|  | Korallenriffe bewohnende Wächtergrundeln und Kammgrundeln                                                           |
|  | |
|  | Flachköpfige Grundeln                                                                                               |
|  | |

|  | Korallenriffe bewohnende Wächtergrundeln und Kammgrundeln |
|  |                                                           |
|  | Flachköpfige Grundeln                                     |
|  |                                                           |

|  | \| \| Korallenriffe bewohnende Wächtergrundeln und Kammgrundeln \| \| \| \| \| \| Flachköpfige Grundeln \| \| \| \| |
|  | |
|  | Korallengrundeln |
|  | |
|  | Korallenriffe bewohnende Wächtergrundeln und Kammgrundeln                                                           |
|  | |
|  | Flachköpfige Grundeln                                                                                               |
|  | |

|  | Korallenriffe bewohnende Wächtergrundeln und Kammgrundeln |
|  |                                                           |
|  | Flachköpfige Grundeln                                     |
|  |                                                           |

|  | \| \| Korallenriffe bewohnende Wächtergrundeln und Kammgrundeln \| \| \| \| \| \| Flachköpfige Grundeln \| \| \| \| |
|  | |
|  | Korallengrundeln |
|  | |
|  | Korallenriffe bewohnende Wächtergrundeln und Kammgrundeln                                                           |
|  | |
|  | Flachköpfige Grundeln                                                                                               |
|  | |

|  | Korallenriffe bewohnende Wächtergrundeln und Kammgrundeln |
|  |                                                           |
|  | Flachköpfige Grundeln                                     |
|  |                                                           |

|  | \| \| Korallenriffe bewohnende Wächtergrundeln und Kammgrundeln \| \| \| \| \| \| Flachköpfige Grundeln \| \| \| \| |
|  | |
|  | Korallengrundeln |
|  | |
|  | Korallenriffe bewohnende Wächtergrundeln und Kammgrundeln                                                           |
|  | |
|  | Flachköpfige Grundeln                                                                                               |
|  | |

|  | Korallenriffe bewohnende Wächtergrundeln und Kammgrundeln |
|  |                                                           |
|  | Flachköpfige Grundeln                                     |
|  |                                                           |

|  | \| \| Korallenriffe bewohnende Wächtergrundeln und Kammgrundeln \| \| \| \| \| \| Flachköpfige Grundeln \| \| \| \| |
|  | |
|  | Korallengrundeln |
|  | |
|  | Korallenriffe bewohnende Wächtergrundeln und Kammgrundeln                                                           |
|  | |
|  | Flachköpfige Grundeln                                                                                               |
|  | |

|  | Korallenriffe bewohnende Wächtergrundeln und Kammgrundeln |
|  |                                                           |
|  | Flachköpfige Grundeln                                     |
|  |                                                           |

|  | \| \| Korallenriffe bewohnende Wächtergrundeln und Kammgrundeln \| \| \| \| \| \| Flachköpfige Grundeln \| \| \| \| |
|  | |
|  | Korallengrundeln |
|  | |
|  | Korallenriffe bewohnende Wächtergrundeln und Kammgrundeln                                                           |
|  | |
|  | Flachköpfige Grundeln                                                                                               |
|  | |

|  | Korallenriffe bewohnende Wächtergrundeln und Kammgrundeln |
|  |                                                           |
|  | Flachköpfige Grundeln                                     |
|  |                                                           |

|  | \| \| Korallenriffe bewohnende Wächtergrundeln und Kammgrundeln \| \| \| \| \| \| Flachköpfige Grundeln \| \| \| \| |
|  | |
|  | Korallengrundeln |
|  | |
|  | Korallenriffe bewohnende Wächtergrundeln und Kammgrundeln                                                           |
|  | |
|  | Flachköpfige Grundeln                                                                                               |
|  | |

|  | Korallenriffe bewohnende Wächtergrundeln und Kammgrundeln |
|  |                                                           |
|  | Flachköpfige Grundeln                                     |
|  |                                                           |

|  | \| \| Korallenriffe bewohnende Wächtergrundeln und Kammgrundeln \| \| \| \| \| \| Flachköpfige Grundeln \| \| \| \| |
|  | |
|  | Korallengrundeln |
|  | |
|  | Korallenriffe bewohnende Wächtergrundeln und Kammgrundeln                                                           |
|  | |
|  | Flachköpfige Grundeln                                                                                               |
|  | |

|  | Korallenriffe bewohnende Wächtergrundeln und Kammgrundeln |
|  |                                                           |
|  | Flachköpfige Grundeln                                     |
|  |                                                           |

|  | \| \| Korallenriffe bewohnende Wächtergrundeln und Kammgrundeln \| \| \| \| \| \| Flachköpfige Grundeln \| \| \| \| |
|  | |
|  | Korallengrundeln |
|  | |
|  | Korallenriffe bewohnende Wächtergrundeln und Kammgrundeln                                                           |
|  | |
|  | Flachköpfige Grundeln                                                                                               |
|  | |

|  | Korallenriffe bewohnende Wächtergrundeln und Kammgrundeln |
|  |                                                           |
|  | Flachköpfige Grundeln                                     |
|  |                                                           |

|  | \| \| Korallenriffe bewohnende Wächtergrundeln und Kammgrundeln \| \| \| \| \| \| Flachköpfige Grundeln \| \| \| \| |
|  | |
|  | Korallengrundeln |
|  | |
|  | Korallenriffe bewohnende Wächtergrundeln und Kammgrundeln                                                           |
|  | |
|  | Flachköpfige Grundeln                                                                                               |
|  | |

|  | Korallenriffe bewohnende Wächtergrundeln und Kammgrundeln |
|  |                                                           |
|  | Flachköpfige Grundeln                                     |
|  |                                                           |

|  | \| \| Korallenriffe bewohnende Wächtergrundeln und Kammgrundeln \| \| \| \| \| \| Flachköpfige Grundeln \| \| \| \| |
|  | |
|  | Korallengrundeln |
|  | |
|  | Korallenriffe bewohnende Wächtergrundeln und Kammgrundeln                                                           |
|  | |
|  | Flachköpfige Grundeln                                                                                               |
|  | |

|  | Korallenriffe bewohnende Wächtergrundeln und Kammgrundeln |
|  |                                                           |
|  | Flachköpfige Grundeln                                     |
|  |                                                           |

|  | \| \| Korallenriffe bewohnende Wächtergrundeln und Kammgrundeln \| \| \| \| \| \| Flachköpfige Grundeln \| \| \| \| |
|  | |
|  | Korallengrundeln |
|  | |
|  | Korallenriffe bewohnende Wächtergrundeln und Kammgrundeln                                                           |
|  | |
|  | Flachköpfige Grundeln                                                                                               |
|  | |

|  | Korallenriffe bewohnende Wächtergrundeln und Kammgrundeln |
|  |                                                           |
|  | Flachköpfige Grundeln                                     |
|  |                                                           |

|  | \| \| Korallenriffe bewohnende Wächtergrundeln und Kammgrundeln \| \| \| \| \| \| Flachköpfige Grundeln \| \| \| \| |
|  | |
|  | Korallengrundeln |
|  | |
|  | Korallenriffe bewohnende Wächtergrundeln und Kammgrundeln                                                           |
|  | |
|  | Flachköpfige Grundeln                                                                                               |
|  | |

|  | Korallenriffe bewohnende Wächtergrundeln und Kammgrundeln |
|  |                                                           |
|  | Flachköpfige Grundeln                                     |
|  |                                                           |

|  | \| \| Korallenriffe bewohnende Wächtergrundeln und Kammgrundeln \| \| \| \| \| \| Flachköpfige Grundeln \| \| \| \| |
|  | |
|  | Korallengrundeln |
|  | |
|  | Korallenriffe bewohnende Wächtergrundeln und Kammgrundeln                                                           |
|  | |
|  | Flachköpfige Grundeln                                                                                               |
|  | |

|  | Korallenriffe bewohnende Wächtergrundeln und Kammgrundeln |
|  |                                                           |
|  | Flachköpfige Grundeln                                     |
|  |                                                           |

|  | \| \| Korallenriffe bewohnende Wächtergrundeln und Kammgrundeln \| \| \| \| \| \| Flachköpfige Grundeln \| \| \| \| |
|  | |
|  | Korallengrundeln |
|  | |
|  | Korallenriffe bewohnende Wächtergrundeln und Kammgrundeln                                                           |
|  | |
|  | Flachköpfige Grundeln                                                                                               |
|  | |

|  | Korallenriffe bewohnende Wächtergrundeln und Kammgrundeln |
|  |                                                           |
|  | Flachköpfige Grundeln                                     |
|  |                                                           |

|  | \| \| Korallenriffe bewohnende Wächtergrundeln und Kammgrundeln \| \| \| \| \| \| Flachköpfige Grundeln \| \| \| \| |
|  | |
|  | Korallengrundeln |
|  | |
|  | Korallenriffe bewohnende Wächtergrundeln und Kammgrundeln                                                           |
|  | |
|  | Flachköpfige Grundeln                                                                                               |
|  | |

|  | Korallenriffe bewohnende Wächtergrundeln und Kammgrundeln |
|  |                                                           |
|  | Flachköpfige Grundeln                                     |
|  |                                                           |

|  | \| \| Korallenriffe bewohnende Wächtergrundeln und Kammgrundeln \| \| \| \| \| \| Flachköpfige Grundeln \| \| \| \| |
|  | |
|  | Korallengrundeln |
|  | |
|  | Korallenriffe bewohnende Wächtergrundeln und Kammgrundeln                                                           |
|  | |
|  | Flachköpfige Grundeln                                                                                               |
|  | |

|  | Korallenriffe bewohnende Wächtergrundeln und Kammgrundeln |
|  |                                                           |
|  | Flachköpfige Grundeln                                     |
|  |                                                           |

|  | \| \| Lagunengrundeln \| \| \| \| \| \| Schluffböden bewohnende Wächtergrundeln \| \| \| \| |
|  |                                                                                             |
|  | Sandtaucher („Kraemeriidae“)                                                                |
|  |                                                                                             |
|  | Lagunengrundeln                                                                             |
|  |                                                                                             |
|  | Schluffböden bewohnende Wächtergrundeln                                                     |
|  |                                                                                             |

|  | Lagunengrundeln                         |
|  |                                         |
|  | Schluffböden bewohnende Wächtergrundeln |
|  |                                         |

|  | \| \| Lagunengrundeln \| \| \| \| \| \| Schluffböden bewohnende Wächtergrundeln \| \| \| \| |
|  |                                                                                             |
|  | Sandtaucher („Kraemeriidae“)                                                                |
|  |                                                                                             |
|  | Lagunengrundeln                                                                             |
|  |                                                                                             |
|  | Schluffböden bewohnende Wächtergrundeln                                                     |
|  |                                                                                             |

|  | Lagunengrundeln                         |
|  |                                         |
|  | Schluffböden bewohnende Wächtergrundeln |
|  |                                         |

|  | \| \| Korallenriffe bewohnende Wächtergrundeln und Kammgrundeln \| \| \| \| \| \| Flachköpfige Grundeln \| \| \| \| |
|  | |
|  | Korallengrundeln |
|  | |
|  | Korallenriffe bewohnende Wächtergrundeln und Kammgrundeln                                                           |
|  | |
|  | Flachköpfige Grundeln                                                                                               |
|  | |

|  | Korallenriffe bewohnende Wächtergrundeln und Kammgrundeln |
|  |                                                           |
|  | Flachköpfige Grundeln                                     |
|  |                                                           |

|  | \| \| Korallenriffe bewohnende Wächtergrundeln und Kammgrundeln \| \| \| \| \| \| Flachköpfige Grundeln \| \| \| \| |
|  | |
|  | Korallengrundeln |
|  | |
|  | Korallenriffe bewohnende Wächtergrundeln und Kammgrundeln                                                           |
|  | |
|  | Flachköpfige Grundeln                                                                                               |
|  | |

|  | Korallenriffe bewohnende Wächtergrundeln und Kammgrundeln |
|  |                                                           |
|  | Flachköpfige Grundeln                                     |
|  |                                                           |

|  | \| \| Korallenriffe bewohnende Wächtergrundeln und Kammgrundeln \| \| \| \| \| \| Flachköpfige Grundeln \| \| \| \| |
|  | |
|  | Korallengrundeln |
|  | |
|  | Korallenriffe bewohnende Wächtergrundeln und Kammgrundeln                                                           |
|  | |
|  | Flachköpfige Grundeln                                                                                               |
|  | |

|  | Korallenriffe bewohnende Wächtergrundeln und Kammgrundeln |
|  |                                                           |
|  | Flachköpfige Grundeln                                     |
|  |                                                           |

|  | \| \| Korallenriffe bewohnende Wächtergrundeln und Kammgrundeln \| \| \| \| \| \| Flachköpfige Grundeln \| \| \| \| |
|  | |
|  | Korallengrundeln |
|  | |
|  | Korallenriffe bewohnende Wächtergrundeln und Kammgrundeln                                                           |
|  | |
|  | Flachköpfige Grundeln                                                                                               |
|  | |

|  | Korallenriffe bewohnende Wächtergrundeln und Kammgrundeln |
|  |                                                           |
|  | Flachköpfige Grundeln                                     |
|  |                                                           |

|  | \| \| Korallenriffe bewohnende Wächtergrundeln und Kammgrundeln \| \| \| \| \| \| Flachköpfige Grundeln \| \| \| \| |
|  | |
|  | Korallengrundeln |
|  | |
|  | Korallenriffe bewohnende Wächtergrundeln und Kammgrundeln                                                           |
|  | |
|  | Flachköpfige Grundeln                                                                                               |
|  | |

|  | Korallenriffe bewohnende Wächtergrundeln und Kammgrundeln |
|  |                                                           |
|  | Flachköpfige Grundeln                                     |
|  |                                                           |

|  | \| \| Korallenriffe bewohnende Wächtergrundeln und Kammgrundeln \| \| \| \| \| \| Flachköpfige Grundeln \| \| \| \| |
|  | |
|  | Korallengrundeln |
|  | |
|  | Korallenriffe bewohnende Wächtergrundeln und Kammgrundeln                                                           |
|  | |
|  | Flachköpfige Grundeln                                                                                               |
|  | |

|  | Korallenriffe bewohnende Wächtergrundeln und Kammgrundeln |
|  |                                                           |
|  | Flachköpfige Grundeln                                     |
|  |                                                           |

|  | \| \| Korallenriffe bewohnende Wächtergrundeln und Kammgrundeln \| \| \| \| \| \| Flachköpfige Grundeln \| \| \| \| |
|  | |
|  | Korallengrundeln |
|  | |
|  | Korallenriffe bewohnende Wächtergrundeln und Kammgrundeln                                                           |
|  | |
|  | Flachköpfige Grundeln                                                                                               |
|  | |

|  | Korallenriffe bewohnende Wächtergrundeln und Kammgrundeln |
|  |                                                           |
|  | Flachköpfige Grundeln                                     |
|  |                                                           |

|  | \| \| Korallenriffe bewohnende Wächtergrundeln und Kammgrundeln \| \| \| \| \| \| Flachköpfige Grundeln \| \| \| \| |
|  | |
|  | Korallengrundeln |
|  | |
|  | Korallenriffe bewohnende Wächtergrundeln und Kammgrundeln                                                           |
|  | |
|  | Flachköpfige Grundeln                                                                                               |
|  | |

|  | Korallenriffe bewohnende Wächtergrundeln und Kammgrundeln |
|  |                                                           |
|  | Flachköpfige Grundeln                                     |
|  |                                                           |

|  | \| \| Korallenriffe bewohnende Wächtergrundeln und Kammgrundeln \| \| \| \| \| \| Flachköpfige Grundeln \| \| \| \| |
|  | |
|  | Korallengrundeln |
|  | |
|  | Korallenriffe bewohnende Wächtergrundeln und Kammgrundeln                                                           |
|  | |
|  | Flachköpfige Grundeln                                                                                               |
|  | |

|  | Korallenriffe bewohnende Wächtergrundeln und Kammgrundeln |
|  |                                                           |
|  | Flachköpfige Grundeln                                     |
|  |                                                           |

|  | \| \| Korallenriffe bewohnende Wächtergrundeln und Kammgrundeln \| \| \| \| \| \| Flachköpfige Grundeln \| \| \| \| |
|  | |
|  | Korallengrundeln |
|  | |
|  | Korallenriffe bewohnende Wächtergrundeln und Kammgrundeln                                                           |
|  | |
|  | Flachköpfige Grundeln                                                                                               |
|  | |

|  | Korallenriffe bewohnende Wächtergrundeln und Kammgrundeln |
|  |                                                           |
|  | Flachköpfige Grundeln                                     |
|  |                                                           |

|  | \| \| Korallenriffe bewohnende Wächtergrundeln und Kammgrundeln \| \| \| \| \| \| Flachköpfige Grundeln \| \| \| \| |
|  | |
|  | Korallengrundeln |
|  | |
|  | Korallenriffe bewohnende Wächtergrundeln und Kammgrundeln                                                           |
|  | |
|  | Flachköpfige Grundeln                                                                                               |
|  | |

|  | Korallenriffe bewohnende Wächtergrundeln und Kammgrundeln |
|  |                                                           |
|  | Flachköpfige Grundeln                                     |
|  |                                                           |

|  | \| \| Korallenriffe bewohnende Wächtergrundeln und Kammgrundeln \| \| \| \| \| \| Flachköpfige Grundeln \| \| \| \| |
|  | |
|  | Korallengrundeln |
|  | |
|  | Korallenriffe bewohnende Wächtergrundeln und Kammgrundeln                                                           |
|  | |
|  | Flachköpfige Grundeln                                                                                               |
|  | |

|  | Korallenriffe bewohnende Wächtergrundeln und Kammgrundeln |
|  |                                                           |
|  | Flachköpfige Grundeln                                     |
|  |                                                           |

|  | \| \| Korallenriffe bewohnende Wächtergrundeln und Kammgrundeln \| \| \| \| \| \| Flachköpfige Grundeln \| \| \| \| |
|  | |
|  | Korallengrundeln |
|  | |
|  | Korallenriffe bewohnende Wächtergrundeln und Kammgrundeln                                                           |
|  | |
|  | Flachköpfige Grundeln                                                                                               |
|  | |

|  | Korallenriffe bewohnende Wächtergrundeln und Kammgrundeln |
|  |                                                           |
|  | Flachköpfige Grundeln                                     |
|  |                                                           |

|  | \| \| Korallenriffe bewohnende Wächtergrundeln und Kammgrundeln \| \| \| \| \| \| Flachköpfige Grundeln \| \| \| \| |
|  | |
|  | Korallengrundeln |
|  | |
|  | Korallenriffe bewohnende Wächtergrundeln und Kammgrundeln                                                           |
|  | |
|  | Flachköpfige Grundeln                                                                                               |
|  | |

|  | Korallenriffe bewohnende Wächtergrundeln und Kammgrundeln |
|  |                                                           |
|  | Flachköpfige Grundeln                                     |
|  |                                                           |

|  | \| \| Korallenriffe bewohnende Wächtergrundeln und Kammgrundeln \| \| \| \| \| \| Flachköpfige Grundeln \| \| \| \| |
|  | |
|  | Korallengrundeln |
|  | |
|  | Korallenriffe bewohnende Wächtergrundeln und Kammgrundeln                                                           |
|  | |
|  | Flachköpfige Grundeln                                                                                               |
|  | |

|  | Korallenriffe bewohnende Wächtergrundeln und Kammgrundeln |
|  |                                                           |
|  | Flachköpfige Grundeln                                     |
|  |                                                           |

|  | \| \| Korallenriffe bewohnende Wächtergrundeln und Kammgrundeln \| \| \| \| \| \| Flachköpfige Grundeln \| \| \| \| |
|  | |
|  | Korallengrundeln |
|  | |
|  | Korallenriffe bewohnende Wächtergrundeln und Kammgrundeln                                                           |
|  | |
|  | Flachköpfige Grundeln                                                                                               |
|  | |

|  | Korallenriffe bewohnende Wächtergrundeln und Kammgrundeln |
|  |                                                           |
|  | Flachköpfige Grundeln                                     |
|  |                                                           |

|  | \| \| Korallenriffe bewohnende Wächtergrundeln und Kammgrundeln \| \| \| \| \| \| Flachköpfige Grundeln \| \| \| \| |
|  | |
|  | Korallengrundeln |
|  | |
|  | Korallenriffe bewohnende Wächtergrundeln und Kammgrundeln                                                           |
|  | |
|  | Flachköpfige Grundeln                                                                                               |
|  | |

|  | Korallenriffe bewohnende Wächtergrundeln und Kammgrundeln |
|  |                                                           |
|  | Flachköpfige Grundeln                                     |
|  |                                                           |

|  | \| \| Korallenriffe bewohnende Wächtergrundeln und Kammgrundeln \| \| \| \| \| \| Flachköpfige Grundeln \| \| \| \| |
|  | |
|  | Korallengrundeln |
|  | |
|  | Korallenriffe bewohnende Wächtergrundeln und Kammgrundeln                                                           |
|  | |
|  | Flachköpfige Grundeln                                                                                               |
|  | |

|  | Korallenriffe bewohnende Wächtergrundeln und Kammgrundeln |
|  |                                                           |
|  | Flachköpfige Grundeln                                     |
|  |                                                           |

|  | \| \| Korallenriffe bewohnende Wächtergrundeln und Kammgrundeln \| \| \| \| \| \| Flachköpfige Grundeln \| \| \| \| |
|  | |
|  | Korallengrundeln |
|  | |
|  | Korallenriffe bewohnende Wächtergrundeln und Kammgrundeln                                                           |
|  | |
|  | Flachköpfige Grundeln                                                                                               |
|  | |

|  | Korallenriffe bewohnende Wächtergrundeln und Kammgrundeln |
|  |                                                           |
|  | Flachköpfige Grundeln                                     |
|  |                                                           |

|  | \| \| Korallenriffe bewohnende Wächtergrundeln und Kammgrundeln \| \| \| \| \| \| Flachköpfige Grundeln \| \| \| \| |
|  | |
|  | Korallengrundeln |
|  | |
|  | Korallenriffe bewohnende Wächtergrundeln und Kammgrundeln                                                           |
|  | |
|  | Flachköpfige Grundeln                                                                                               |
|  | |

|  | Korallenriffe bewohnende Wächtergrundeln und Kammgrundeln |
|  |                                                           |
|  | Flachköpfige Grundeln                                     |
|  |                                                           |

|  | \| \| Korallenriffe bewohnende Wächtergrundeln und Kammgrundeln \| \| \| \| \| \| Flachköpfige Grundeln \| \| \| \| |
|  | |
|  | Korallengrundeln |
|  | |
|  | Korallenriffe bewohnende Wächtergrundeln und Kammgrundeln                                                           |
|  | |
|  | Flachköpfige Grundeln                                                                                               |
|  | |

|  | Korallenriffe bewohnende Wächtergrundeln und Kammgrundeln |
|  |                                                           |
|  | Flachköpfige Grundeln                                     |
|  |                                                           |

|  | \| \| Korallenriffe bewohnende Wächtergrundeln und Kammgrundeln \| \| \| \| \| \| Flachköpfige Grundeln \| \| \| \| |
|  | |
|  | Korallengrundeln |
|  | |
|  | Korallenriffe bewohnende Wächtergrundeln und Kammgrundeln                                                           |
|  | |
|  | Flachköpfige Grundeln                                                                                               |
|  | |

|  | Korallenriffe bewohnende Wächtergrundeln und Kammgrundeln |
|  |                                                           |
|  | Flachköpfige Grundeln                                     |
|  |                                                           |

|  | \| \| Korallenriffe bewohnende Wächtergrundeln und Kammgrundeln \| \| \| \| \| \| Flachköpfige Grundeln \| \| \| \| |
|  | |
|  | Korallengrundeln |
|  | |
|  | Korallenriffe bewohnende Wächtergrundeln und Kammgrundeln                                                           |
|  | |
|  | Flachköpfige Grundeln                                                                                               |
|  | |

|  | Korallenriffe bewohnende Wächtergrundeln und Kammgrundeln |
|  |                                                           |
|  | Flachköpfige Grundeln                                     |
|  |                                                           |

|  | \| \| Korallenriffe bewohnende Wächtergrundeln und Kammgrundeln \| \| \| \| \| \| Flachköpfige Grundeln \| \| \| \| |
|  | |
|  | Korallengrundeln |
|  | |
|  | Korallenriffe bewohnende Wächtergrundeln und Kammgrundeln                                                           |
|  | |
|  | Flachköpfige Grundeln                                                                                               |
|  | |

|  | Korallenriffe bewohnende Wächtergrundeln und Kammgrundeln |
|  |                                                           |
|  | Flachköpfige Grundeln                                     |
|  |                                                           |

|  | \| \| Korallenriffe bewohnende Wächtergrundeln und Kammgrundeln \| \| \| \| \| \| Flachköpfige Grundeln \| \| \| \| |
|  | |
|  | Korallengrundeln |
|  | |
|  | Korallenriffe bewohnende Wächtergrundeln und Kammgrundeln                                                           |
|  | |
|  | Flachköpfige Grundeln                                                                                               |
|  | |

|  | Korallenriffe bewohnende Wächtergrundeln und Kammgrundeln |
|  |                                                           |
|  | Flachköpfige Grundeln                                     |
|  |                                                           |

|  | \| \| Korallenriffe bewohnende Wächtergrundeln und Kammgrundeln \| \| \| \| \| \| Flachköpfige Grundeln \| \| \| \| |
|  | |
|  | Korallengrundeln |
|  | |
|  | Korallenriffe bewohnende Wächtergrundeln und Kammgrundeln                                                           |
|  | |
|  | Flachköpfige Grundeln                                                                                               |
|  | |

|  | Korallenriffe bewohnende Wächtergrundeln und Kammgrundeln |
|  |                                                           |
|  | Flachköpfige Grundeln                                     |
|  |                                                           |

|  | \| \| Korallenriffe bewohnende Wächtergrundeln und Kammgrundeln \| \| \| \| \| \| Flachköpfige Grundeln \| \| \| \| |
|  | |
|  | Korallengrundeln |
|  | |
|  | Korallenriffe bewohnende Wächtergrundeln und Kammgrundeln                                                           |
|  | |
|  | Flachköpfige Grundeln                                                                                               |
|  | |

|  | Korallenriffe bewohnende Wächtergrundeln und Kammgrundeln |
|  |                                                           |
|  | Flachköpfige Grundeln                                     |
|  |                                                           |

|  | \| \| Korallenriffe bewohnende Wächtergrundeln und Kammgrundeln \| \| \| \| \| \| Flachköpfige Grundeln \| \| \| \| |
|  | |
|  | Korallengrundeln |
|  | |
|  | Korallenriffe bewohnende Wächtergrundeln und Kammgrundeln                                                           |
|  | |
|  | Flachköpfige Grundeln                                                                                               |
|  | |

|  | Korallenriffe bewohnende Wächtergrundeln und Kammgrundeln |
|  |                                                           |
|  | Flachköpfige Grundeln                                     |
|  |                                                           |

|  | \| \| Korallenriffe bewohnende Wächtergrundeln und Kammgrundeln \| \| \| \| \| \| Flachköpfige Grundeln \| \| \| \| |
|  | |
|  | Korallengrundeln |
|  | |
|  | Korallenriffe bewohnende Wächtergrundeln und Kammgrundeln                                                           |
|  | |
|  | Flachköpfige Grundeln                                                                                               |
|  | |

|  | Korallenriffe bewohnende Wächtergrundeln und Kammgrundeln |
|  |                                                           |
|  | Flachköpfige Grundeln                                     |
|  |                                                           |

|  | \| \| Korallenriffe bewohnende Wächtergrundeln und Kammgrundeln \| \| \| \| \| \| Flachköpfige Grundeln \| \| \| \| |
|  | |
|  | Korallengrundeln |
|  | |
|  | Korallenriffe bewohnende Wächtergrundeln und Kammgrundeln                                                           |
|  | |
|  | Flachköpfige Grundeln                                                                                               |
|  | |

|  | Korallenriffe bewohnende Wächtergrundeln und Kammgrundeln |
|  |                                                           |
|  | Flachköpfige Grundeln                                     |
|  |                                                           |

|  | \| \| Korallenriffe bewohnende Wächtergrundeln und Kammgrundeln \| \| \| \| \| \| Flachköpfige Grundeln \| \| \| \| |
|  | |
|  | Korallengrundeln |
|  | |
|  | Korallenriffe bewohnende Wächtergrundeln und Kammgrundeln                                                           |
|  | |
|  | Flachköpfige Grundeln                                                                                               |
|  | |

|  | Korallenriffe bewohnende Wächtergrundeln und Kammgrundeln |
|  |                                                           |
|  | Flachköpfige Grundeln                                     |
|  |                                                           |

|  | \| \| Korallenriffe bewohnende Wächtergrundeln und Kammgrundeln \| \| \| \| \| \| Flachköpfige Grundeln \| \| \| \| |
|  | |
|  | Korallengrundeln |
|  | |
|  | Korallenriffe bewohnende Wächtergrundeln und Kammgrundeln                                                           |
|  | |
|  | Flachköpfige Grundeln                                                                                               |
|  | |

|  | Korallenriffe bewohnende Wächtergrundeln und Kammgrundeln |
|  |                                                           |
|  | Flachköpfige Grundeln                                     |
|  |                                                           |

Die langgestreckten, in tropischen, marinen und brackigen Gewässern lebenden Aalgrundeln (Amblyopinae), die Schlammspringerverwandten (Oxudercinae), die in den Gezeitenzonen tropischer Meere leben, und die Lippenzahngrundeln (Sicydiinae), die in tropischem Süß- und Brackgewässern vorkommen und oft an das Leben in schnell fließenden Bächen und Stromschnellen angepasst sind, galten vor 2016 als Unterfamilien der Gobiidae. Heute werden sie als Unterfamilien der Oxudercidae, der Schwestergruppe der Gobiidae, angesehen.

## Gefährdung
Auf der Roten Liste der IUCN werden 12 Arten als gefährdet eingestuft (Stand: Juni 2014), darunter die Griechische Grundel (Knipowitschia thessala).